# Dania na Letnich Igrzyskach Olimpijskich 2024
Danię na Letnich Igrzyskach Olimpijskich 2024 reprezentowało 123 zawodników: 56 mężczyzn i 67 kobiet. Był to 29. start reprezentacji na letnich igrzyskach olimpijskich.

## Zdobyte medale
| Medal  | Zawodnik                                                                 | Dyscyplina       | Konkurencja                    | Rezultat | Data        |
| ------ | ------------------------------------------------------------------------ | ---------------- | ------------------------------ | -------- | ----------- |
| Złoty  | Viktor Axelsen                                                           | Badminton        | singiel mężczyzn               | 1.       | 5 sierpnia  |
| Złoty  | Reprezentacja Danii w piłce ręcznej mężczyzn                             | Piłka ręczna     | turniej mężczyzn               | 1.       | 11 sierpnia |
| Srebro | Cathrine Laudrup-Dufour Nanna Merrald Rasmussen Daniel Bachmann Andersen | Jeździectwo      | ujeźdżanie drużynowo           | 2.       | 3 sierpnia  |
| Srebro | Anne-Marie Rindom                                                        | Żeglarstwo       | ILCA 6                         | 2.       | 7 sierpnia  |
| Brąz   | Turpal Bisultanov                                                        | Zapasy           | do 87 kg stylem klasycznym (m) | 3.       | 8 sierpnia  |
| Brąz   | Edi Hrnic                                                                | Taekwondo        | do 80 kg (m)                   | 3.       | 9 sierpnia  |
| Brąz   | Reprezentacja Danii w piłce ręcznej kobiet                               | Piłka ręczna     | turniej kobiet                 | 3.       | 10 sierpnia |
| Brąz   | Emma Jørgensen                                                           | Kajakarstwo      | K-1 500 m (k)                  | 1:49,76  | 10 sierpnia |
| Brąz   | Michael Mørkøv Niklas Larsen                                             | Kolarstwo torowe | madison (m)                    | 41. pkt  | 10 sierpnia |

## Skład reprezentacji

### Badminton
| Zawodnik                            | Konkurencja        | Faza grupowa | Faza grupowa | 1/8 finału       | Ćwierćfinały                       | Półfinały                   | Finał                         | Miejsce | Źródło |
| Zawodnik                            | Konkurencja        | Przeciwnicy Wynik                                                                                               | Pozycja      | Przeciwnik Wynik | Przeciwnik Wynik                   | Przeciwnik Wynik            | Przeciwnik Wynik              | Miejsce | Źródło |
| ----------------------------------- | ------------------ | --- | ------------ | ---------------- | ---------------------------------- | --------------------------- | ----------------------------- | ------- | ------ |
| Viktor Axelsen                      | gra pojedyńcza (m) | Prince Dahal W 2:0 Misha Zilberman W 2:0 Nhat Nguyen W 2:0                                                      | 1.Q          | BYE              | Loh Kean Yew W 2:0                 | Lakshya Sen W 2:0           | Kunlavut Vitidsarn W 2:0      | złoto   | [ 1 ]  |
| Anders Antonsen                     | gra pojedyńcza (m) | Collins-Valentine Filimonl W 2:0 Ade Resky Dwicahyo W 2:0                                                       | 1.Q          | BYE              | Lee Zii Jia P 0:2                  | NQ                          | NQ                            | 6.      | [ 1 ]  |
| Mia Blichfeldt                      | gra pojedyńcza (k) | Yvonne Li W 2:1 Chen Yufei P 1:2                                                                                | 2.           | BYE              | NQ                                 | NQ                          | NQ                            | 14.     |        |
| Kim Astrup Anders Skaarup Rasmussen | debel (m)          | Chiu/Joshua Yuan W 2:0 Lee Yang/Wang Chi-lin P 0:2 Liu Yuchen/Ou Xuanyi W 2:0 Takuro Hoki/Yugo Kobayashi, W 2:0 | 2. Q         | —                | Kang Min-hyuk/Seo Seung-jae W 2:0  | Lee Yang/Wang Chi-lin P 1:2 | Aaron Chia/Soh Wooi Yik P 1:2 | 4.      |        |
| Maiken Fruergaard Sara Thygesen     | debel (k)          | Baek Ha-na/Lee So-hee W 2:1 Jongkolphan Kititharakul/Rawinda Prajongjai W 2:1 Margot Lambert/Anne Tran W 2:0    | 1. Q         | —                | Nami Matsuyama/Chiharu Shida P 0:2 | NQ                          | NQ                            | 5.      |        |
| Mathias Christiansen Alexandra Bøje | mikst              | Yuta Watanabe/Arisa Igarashi P WO Tang Chun Man/Tse Ying Suet P WO Ye Hong-wei/Lee Chia-hsin P WO               | 4            | NQ               | NQ                                 | NQ                          | NQ                            |         |        |

### Boks
| Zawodnik          | Konkurencja  | 1/32             | 1/16               | Ćwierćfinał                   | Półfinał         | Finał            | Miejsce | Źródło |
| Zawodnik          | Konkurencja  | Przeciwnik Wynik | Przeciwnik Wynik   | Przeciwnik Wynik              | Przeciwnik Wynik | Przeciwnik Wynik | Miejsce | Źródło |
| ----------------- | ------------ | ---------------- | ------------------ | ----------------------------- | ---------------- | ---------------- | ------- | ------ |
| Nikolai Terteryan | do 71 kg (m) | BYE              | Makan Traoré W 4–1 | Asadkhuja Muydinkhujaev P 0-5 | NQ               | NQ               |         |        |

### Golf
| Zawodnik                | Konkurencja | Runda 1 | Runda 2 | Runda 3 | Runda 4 | Łącznie | Łącznie | Łącznie | Źródło |
| Zawodnik                | Konkurencja | Wynik   | Wynik   | Wynik   | Wynik   | Wynik   | Par     | Pozycja | Źródło |
| ----------------------- | ----------- | ------- | ------- | ------- | ------- | ------- | ------- | ------- | ------ |
| Nicolai Højgaard        | mężczyźni   | 70      | 70      | 62      | 68      | 270     | -14     | 7.      | [ 2 ]  |
| Thorbjørn Olesen        | mężczyźni   | 71      | 68      | 66      | 68      | 273     | -11     | T14     | [ 2 ]  |
| Nanna Koerstz Madsen    | kobiety     | 74      | 75      | 72      | 72      | 293     | +5      | T36     | [ 3 ]  |
| Emily Kristine Pedersen | kobiety     | 73      | 79      | 75      | 72      | 299     | +11     | T44     | [ 3 ]  |

### Jeździectwo
Ujeżdżenie
| Zawodnik                                                                  | Konkurencja   | Koń                     | Grand Prix | Grand Prix | Grand Prix Freestyle | Grand Prix Freestyle | Grand Prix Special | Grand Prix Special | Źródło |
| Zawodnik                                                                  | Konkurencja   | Koń                     | Wynik      | Poz.       | Wynik                | Poz.                 | Wynik              | Poz.               | Źródło |
| ------------------------------------------------------------------------- | ------------- | ----------------------- | ---------- | ---------- | -------------------- | -------------------- | ------------------ | ------------------ | ------ |
| Nanna Merrald Rasmussen                                                   | indywidualnie | Zepter                  | 78,028     | 5. Q       | —                    | —                    | 83,293             | 9.                 | [ 4 ]  |
| Cathrine Laudrup-Dufour                                                   | indywidualnie | Freestyle               | 80,792     | 2. Q       | —                    | —                    | 88,093             | 5.                 | [ 4 ]  |
| Daniel Bachmann Andersen                                                  | indywidualnie | Vayron                  | 79,910     | 8. Q       | —                    | —                    | 84,850             | 7.                 | [ 4 ]  |
| Nanna Merrald Rasmussen Cathrine Laudrup-Dufour, Daniel Bachmann Andersen | drużynowo     | Zepter Freestyle Vayron | 235,730    | 2. Q       | 235,669              | srebro               | —                  | —                  |        |

WKKW
| Zawodnik     | Konkurencja   | Koń         | Ujeżdżenie | Ujeżdżenie | Próba terenowa | Próba terenowa | Próba terenowa | Skoki        | Skoki        | Skoki        | Skoki | Skoki | Skoki | Razem | Razem | Źródło |
| Zawodnik     | Konkurencja   | Koń         | Ujeżdżenie | Ujeżdżenie | Próba terenowa | Próba terenowa | Próba terenowa | Kwalifikacje | Kwalifikacje | Kwalifikacje | Finał | Finał | Finał | Razem | Razem | Źródło |
| Zawodnik     | Konkurencja   | Koń         | Kary       | Poz.       | Kary           | Suma           | Poz.           | Kary         | Suma         | Poz.         | Kary  | Suma  | Poz.  | Kary  | Poz.  | Źródło |
| ------------ | ------------- | ----------- | ---------- | ---------- | -------------- | -------------- | -------------- | ------------ | ------------ | ------------ | ----- | ----- | ----- | ----- | ----- | ------ |
| Peter Flarup | indywidualnie | Fascination | 32,40      | =30        | 33,6           | 66,0           | 48             | 9,6          | 75,6         | 42           | NQ    | NQ    | NQ    |       |       | [ 5 ]  |

Skoki przez przeszkody
| Zawodnik       | Konkurencja   | Koń                      | Kwalifikacje | Kwalifikacje | Finał | Finał | Finał | Suma | Suma | Źródło |
| Zawodnik       | Konkurencja   | Koń                      | Kary         | Poz.         | Kary  | Czas  | Poz.  | Kary | Czas | Źródło |
| -------------- | ------------- | ------------------------ | ------------ | ------------ | ----- | ----- | ----- | ---- | ---- | ------ |
| Andreas Schoul | indywidualnie | Napoli Vh Nederassenthof | 4            | 41.          | NQ    | NQ    | NQ    | NQ   | NQ   |        |

### Judo

#### Indywidualnie
| Zawodnik    | Konkurencja | 1/32                         | 1/16 finału      | Ćwierćfinał      | Półfinał         | Repasaże         | Finał / 3. miejsce | Pozycja | Źródła |
| Zawodnik    | Konkurencja | Przeciwnik Wynik             | Przeciwnik Wynik | Przeciwnik Wynik | Przeciwnik Wynik | Przeciwnik Wynik | Przeciwnik Wynik   | Pozycja | Źródła |
| ----------- | ----------- | ---------------------------- | ---------------- | ---------------- | ---------------- | ---------------- | ------------------ | ------- | ------ |
| Lærke Olsen | - 70 kg (k) | Aleksandra Samardžić P 00-01 | NQ               | NQ               | NQ               | NQ               | NQ                 | NQ      |        |

### Kajakarstwo

#### Kajakarstwo klasyczne
| Zawodnik                                                              | Konkurencja    | Eliminacje | Eliminacje | Ćwierćfinały | Ćwierćfinały | Półfinały | Półfinały | Finał A/B | Finał A/B | Źródło |
| Zawodnik                                                              | Konkurencja    | Czas       | Pozycja    | Czas         | Pozycja      | Czas      | Pozycja   | Czas      | Pozycja   | Źródło |
| --------------------------------------------------------------------- | -------------- | ---------- | ---------- | ------------ | ------------ | --------- | --------- | --------- | --------- | ------ |
| René Holten Poulsen                                                   | K-1 1000 m     | 3:40,14    | 5. Q       | 3:53,48      | 1.           | 3:35,50   | 8. FB     | 3:31,62   | 16.       |        |
| Lasse Bro Madsen Victor Gairy Aasmul Morten Gravesen Magnus Sibbersen | K-4 500 (m)    | 1:22,98    | 6. Q       | 1:20,56      | 3.           | 1:21,88   | 5.        | NQ        | 10.       |        |
| Emma Jørgensen                                                        | K-1 1500 m (k) | 1:50,93    | 2. SF      | BYE          | BYE          | 1:49,59   | 2. FA     | 1:49,76   | brąz      |        |
| Emma Jørgensen Frederikke Hauge Matthiesen                            | K-2 500 m (k)  | 1:45,02    | 3. Q       | 1:42,61      | 5.           | NQ        | NQ        | NQ        | 17.       |        |

### Kolarstwo

#### Kolarstwo szosowe
| Zawodnik              | Konkurencja                    | Czas     | Pozycja | Źródło |
| --------------------- | ------------------------------ | -------- | ------- | ------ |
| Mikkel Bjerg          | wyścig ze startu wspólnego (m) | 6:41,17  | 73.     | [ 6 ]  |
| Michael Mørkøv        | wyścig ze startu wspólnego (m) | 6:36,31  | 59.     | [ 6 ]  |
| Mads Pedersen         | wyścig ze startu wspólnego (m) | 6:21,54  | 20.     | [ 6 ]  |
| Mattias Skjelmose     | wyścig ze startu wspólnego (m) | 6:21,47  | 17.     | [ 6 ]  |
| Rebecca Koerner       | wyścig ze startu wspólnego (k) | 4:12,22  | 76.     |        |
| Cecilie Uttrup Ludwig | wyścig ze startu wspólnego (k) | 4:04,29  | 29.     |        |
| Emma Norsgaard        | wyścig ze startu wspólnego (k) | 4:07,16  | 49.     |        |
| Mikkel Bjerg          | jazda indywidualna na czas (m) | 37:55,32 | 10.     | [ 7 ]  |
| Mattias Skjelmose     | jazda indywidualna na czas (m) | 37:57,69 | 14      | [ 7 ]  |
| Emma Norsgaard        | jazda indywidualna na czas (k) | 42:33,59 | 14.     | [ 8 ]  |
| Cecilie Uttrup Ludwig | jazda indywidualna na czas (k) | 44:10,93 | 24.     | [ 8 ]  |

#### Kolarstwo torowe
Madison
| Zawodnik                            | Konkurencja | Punkty | Okrążenia | Pozycja | Źródło |
| ----------------------------------- | ----------- | ------ | --------- | ------- | ------ |
| Amalie Dideriksen Julie Norman Leth | kobiety     | 16     | —         | 6.      | [ 9 ]  |
| Niklas Larsen Michael Mørkøv        | mężczyźni   | 21     | 20        | brąz    | [ 10 ] |

Omnium
| Zawodnik          | Konkurencja | Scratch | Scratch | Wyścig tempowy | Wyścig tempowy | Wyścig eliminacyjny | Wyścig eliminacyjny | Wyścig punktowy | Wyścig punktowy | Wyścig punktowy | Suma punktów | Pozycja | Źródło        |
| Zawodnik          | Konkurencja | Miejsce | Punkty  | Miejsce        | Punkty         | Miejsce             | Punkty              | Sprint          | Okrążenia       | Miejsce         | Suma punktów | Pozycja | Źródło        |
| ----------------- | ----------- | ------- | ------- | -------------- | -------------- | ------------------- | ------------------- | --------------- | --------------- | --------------- | ------------ | ------- | ------------- |
| Niklas Larsen     | mężczyźni   | 2.      | 38      | 6.             | 30             | 16.                 | 10                  | 6               | 0               | 13.             | 84           | 10.     | [ 11 ] [ 12 ] |
| Amalie Dideriksen | kobiety     | 6.      | 30      | 7.             | 28             | 8.                  | 26                  | 1               | 20              | 22.             | 105          | 7.      | [ 13 ]        |

Wyścig drużynowy na dochodzenie
| Zawodnik                                                         | Konkurencja | Kwalifikacje         | Kwalifikacje | Półfinały                      | Półfinały | Finał               | Finał   | Źródło |
| Zawodnik                                                         | Konkurencja | Czas Prędkość (km/h) | Miejsce      | Przeciwnik Wynik               | Miejsce   | Przeciwnik Wynik    | Miejsce | Źródło |
| ---------------------------------------------------------------- | ----------- | -------------------- | ------------ | ------------------------------ | --------- | ------------------- | ------- | ------ |
| Carl-Frederik Bévort Tobias Hansen Niklas Larsen Rasmus Pedersen | mężczyźni   | 3:43,690             | 3. Q         | Wielka Brytania · P 3:42,803 · | 2. QB     | Włochy · P 3:46,138 | 4.      |        |

#### Kolarstwo górskie
| Zawodnik            | Konkurencja       | Czas/Okrążenia | Pozycja | Źródło |
| ------------------- | ----------------- | -------------- | ------- | ------ |
| Caroline Bohé       | cross-country (k) | 1:33,11        | 15.     | [ 14 ] |
| Sofie Heby Pedersen | cross-country (k) | —              | 24.     | [ 14 ] |
| Simon Andreassen    | cross-country (m) | 1:29,05        | 12.     | [ 15 ] |

#### Kolarstwo BMX
| Zawodnik         | Konkurencja | Ćwiercinał | Ćwiercinał | Repasaż | Repasaż | Półfinał | Półfinał | Finał  | Finał   | Źródło |
| Zawodnik         | Konkurencja | Punkty     | Pozycja    | Czas    | Pozycja | Punkty   | Pozycja  | Punkty | Pozycja | Źródło |
| ---------------- | ----------- | ---------- | ---------- | ------- | ------- | -------- | -------- | ------ | ------- | ------ |
| Malene Kejlstrup | BMX (k)     | 16         | 16         | 37,375  | 4 Q     | 21       | 8        | DNA    | 15.     | [ 16 ] |

### Lekkoatletyka

#### Konkurencje biegowe
| Zawodnik     | Konkurencja       | Kwalifikacje | Kwalifikacje | I Runda | I Runda | Repasaże | Repasaże | Półfinał | Półfinał | Finał | Finał   | Źródło |
| Zawodnik     | Konkurencja       | Wynik        | Miejsce      | Wynik   | Miejsce | Wynik    | Miejsce  | Wynik    | Miejsce  | Wynik | Miejsce | Źródło |
| ------------ | ----------------- | ------------ | ------------ | ------- | ------- | -------- | -------- | -------- | -------- | ----- | ------- | ------ |
| Simon Hansen | bieg na 100 m (m) | BYE          | BYE          | 10,39   | 7       | —        | —        | NQ       | NQ       | NQ    | NQ      |        |
| Ida Karstoft | bieg na 200 m (k) | —            | —            | 23,01   | 6       | DNS      | DNS      | NQ       | NQ       | NQ    | NQ      |        |

#### Konkurencje techniczne
| Zawodnik              | Konkurencja      | Kwalifikacje | Kwalifikacje | Finał | Finał   | Źródło |
| Zawodnik              | Konkurencja      | Wynik        | Miejsce      | Wynik | Miejsce | Źródło |
| --------------------- | ---------------- | ------------ | ------------ | ----- | ------- | ------ |
| Katrine Koch Jacobsen | rzut młotem (k)  | 73,04        | 5 Q          | 71,65 | 10.     |        |
| Lisa Brix Pedersen    | rzut dyskiem (k) | 59,81        | 24           | NQ    | NQ      |        |

### Łucznictwo
| Zawodnik                   | Konkurencja       | Runda rankingowa | Runda rankingowa | 1/32 finału      | 1/16 finału      | 1/8 finału       | Ćwierćfinały     | Półfinały        | Finał            | Finał   | Źródło |
| Zawodnik                   | Konkurencja       | Wynik            | Miejsce          | Przeciwnik Wynik | Przeciwnik Wynik | Przeciwnik Wynik | Przeciwnik Wynik | Przeciwnik Wynik | Przeciwnik Wynik | Pozycja | Źródło |
| -------------------------- | ----------------- | ---------------- | ---------------- | ---------------- | ---------------- | ---------------- | ---------------- | ---------------- | ---------------- | ------- | ------ |
| Kirstine Danstrup Andersen | indywidualnie (k) | 625              | 56               | Li Jiaman P 0-6  | NQ               | NQ               | NQ               | NQ               | NQ               | NQ      |        |

### Piłka ręczna
| Zespół                 | Konkurencja      | Rozgrywki grupowe | Rozgrywki grupowe | Rozgrywki grupowe | Rozgrywki grupowe | Rozgrywki grupowe | Rozgrywki grupowe | Ćwierćfinał      | Półfinał         | Finał/BM         | Pozycja | Źródło |
| Zespół                 | Konkurencja      | Przeciwnik Wynik  | Przeciwnik Wynik  | Przeciwnik Wynik  | Przeciwnik Wynik  | Przeciwnik Wynik  | Pozycja           | Przeciwnik Wynik | Przeciwnik Wynik | Przeciwnik Wynik | Pozycja | Źródło |
| ---------------------- | ---------------- | ----------------- | ----------------- | ----------------- | ----------------- | ----------------- | ----------------- | ---------------- | ---------------- | ---------------- | ------- | ------ |
| reprezentacja mężczyzn | turniej mężczyzn | FRA W 37–29       | EGY W 30–27       | ARG W 26–26       | HUN W 28–25       | NOR W 32–25       | 1.                | SWE W 32–31      | SLO W 31–30      | GER W 39–26      | złoto   |        |
| reprezentacja kobiet   | turniej kobiet   | SLO W 27–19       | NOR P 18–27       | SWE W 25–23       | GER W 28–27       | KOR W 28–20       | 3. Q              | NED W 29–25      | NOR P 21–25      | SWE W 30–25      | brąz    |        |

### Pływanie
| Zawodnik                                                             | Konkurencja                   | Eliminacje | Eliminacje | Półfinał | Półfinał | Finał   | Finał | Źródło |
| Zawodnik                                                             | Konkurencja                   | Czas       | Poz.       | Czas     | Poz.     | Czas    | Poz.  | Źródło |
| -------------------------------------------------------------------- | ----------------------------- | ---------- | ---------- | -------- | -------- | ------- | ----- | ------ |
| Julie Kepp Jensen                                                    | 50 m stylem dowolnym (k)      | 24,64      | =11. Q     | 24,98    | 16.      | NQ      | NQ    |        |
| Helena Rosendahl Bach                                                | 100 m stylem motylkowym (k)   | 58,45      | 20.        | NQ       | NQ       | NQ      | NQ    |        |
| Helena Rosendahl Bach                                                | 200 m stylem motylkowym (k    | 2:07,34    | 4. Q       | 2:06,65  | 6. Q     | 2:07,11 | =4.   |        |
| Thea Blomsterberg                                                    | 200 m stylem klasycznym (k)   | 2:27,81    | 19.        | NQ       | NQ       | NQ      | NQ    |        |
| Signe Bro Martine Damborg Julie Kepp Jensen Elisabeth Sabroe Ebbesen | 4 x 100 m stylem dowolnym (k) | 2:00,66    | 20         | NQ       | NQ       | NQ      | NQ    |        |
| Schastine Tabor Thea Blomsterberg Martine Damborg Signe Bro          | 4 x 100 m stylem zmiennym (k) | DSQ        | DSQ        | NQ       | NQ       | NQ      | NQ    |        |

### Skateboarding
| Zawodnik        | Konkurencja | Kwalifikacje | Kwalifikacje | Finał  | Finał   | Źródło        |
| Zawodnik        | Konkurencja | Punkty       | Pozycja      | Punkty | Pozycja | Źródło        |
| --------------- | ----------- | ------------ | ------------ | ------ | ------- | ------------- |
| Viktor Solmunde | park (m)    | 42,95        | 21.          | NQ     | NQ      | [ 17 ] [ 18 ] |

### Strzelectwo
| Zawodnik           | Konkurencja                     | Kwalifikacje | Kwalifikacje | Finał | Finał   | Źródło |
| Zawodnik           | Konkurencja                     | Wynik        | Pozycja      | Wynik | Pozycja | Źródło |
| ------------------ | ------------------------------- | ------------ | ------------ | ----- | ------- | ------ |
| Jesper Hansen      | Skeet (m)                       | 119          | 14.          | NQ    | NQ      |        |
| Rikke Ibsen        | Karabin pneumatyczny 10 m (k)   | 627,2        | 22.          | NQ    | NQ      |        |
| Rikke Ibsen        | Karabin małokalibrowy 50 m (k)  | 586-26x      | 14.          | NQ    | NQ      |        |
| Stephanie Grundsøe | Karabin pneumatyczny 10 m (k)   | 626,2        | 27.          | NQ    | NQ      |        |
| Stephanie Grundsøe | Karabin małokalibrowy, 50 m (k) | 589-26x      | 8. Q         | 406,4 | 8.      |        |

### Taekwondo
| Zawodnik         | Konkurencja | 1/16 finału                | 1/8 finału       | Ćwierćfinały     | Repasaż                 | Finał            | Pozycja | Źródło |
| Zawodnik         | Konkurencja | Przeciwnik Wynik           | Przeciwnik Wynik | Przeciwnik Wynik | Przeciwnik Wynik        | Przeciwnik Wynik | Pozycja | Źródło |
| ---------------- | ----------- | -------------------------- | ---------------- | ---------------- | ----------------------- | ---------------- | ------- | ------ |
| Yohandri Granado | - 58 kg (m) | Park Tae-joon P 0-12, 0-12 | —                | —                | Cyrian Ravet P 1-2, 2-6 | NQ               | NQ      | [ 19 ] |

### Tenis stołowy
| Zawodnik                                        | Konkurencja           | Eliminacje       | 1/32 finału           | 1/16 finału            | 1/8 finału              | Ćwierćfinały     | Półfinały        | Finał            | Pozycja | Źródło |
| Zawodnik                                        | Konkurencja           | Przeciwnik Wynik | Przeciwnik Wynik      | Przeciwnik Wynik       | Przeciwnik Wynik        | Przeciwnik Wynik | Przeciwnik Wynik | Przeciwnik Wynik | Pozycja | Źródło |
| ----------------------------------------------- | --------------------- | ---------------- | --------------------- | ---------------------- | ----------------------- | ---------------- | ---------------- | ---------------- | ------- | ------ |
| Jonathan Groth                                  | gra pojedyńcza (m)    | BYE              | Luka Mladenovic W 4-0 | Jang Woo-jin P 1-4     | NQ                      | NQ               | NQ               | NQ               | 17.     |        |
| Anders Lind                                     | gra pojedyńcza (m)    | BYE              | Marcos Freitas W 4-0  | Miłosz Redzimski W 4-3 | Tomokazu Harimoto P 1-4 | NQ               | NQ               | NQ               | 9.      |        |
| Jonathan Groth Anders Lind Martin Buch Andersen | turniej drużynowy (m) | —                | —                     | Szwecja P 0-3          | NQ                      | NQ               | NQ               | NQ               | 9.      |        |

### Tenis ziemny
| Zawodnik           | Konkurencja | Eliminacje                 | 1/32 finału                    | 1/16 finału      | Ćwierćfinały     | Półfinały        | Finał/Mecz o 3. miejsce | Pozycja | Źródło |
| Zawodnik           | Konkurencja | Przeciwnik Wynik           | Przeciwnik Wynik               | Przeciwnik Wynik | Przeciwnik Wynik | Przeciwnik Wynik | Przeciwnik Wynik        | Pozycja | Źródło |
| ------------------ | ----------- | -------------------------- | ------------------------------ | ---------------- | ---------------- | ---------------- | ----------------------- | ------- | ------ |
| Clara Tauson       | singel (k)  | Bianca Andreescu P 2-6 3-6 | NQ                             | NQ               | NQ               | NQ               | NQ                      | NQ      | [ 20 ] |
| Caroline Wozniacki | singel (k)  | Mayar Sherif W 2-6 7-5 6-1 | Danielle Collins P 3-6 6-3 3-6 | NQ               | NQ               | NQ               | NQ                      | NQ      | [ 20 ] |

### Triathlon

#### Indywidualnie
| Zawodnik              | Konkurencja | Pływanie | Zmiana 1 | Jazda na rowerze | Zmiana 2 | Bieg  | Czas    | Pozycja | Źródło |
| --------------------- | ----------- | -------- | -------- | ---------------- | -------- | ----- | ------- | ------- | ------ |
| Alberte Kjær Pedersen | kobiety     | 24,40    | 00,55    | 1:00,41          | 00,27    | 35,19 | 1:56,41 | 36.     | [ 21 ] |
| Emil Holm             | mężczyźni   | 22,26    | 0,49     | 53,37            | 0,25     | 32:04 | 1:49,21 | 35.     | [ 22 ] |

### Wioślarstwo
| Zawodnik | Konkurencja              | Eliminacje | Eliminacje | Repasaże | Repasaże | Ćwierćfinał | Ćwierćfinał | Półfinał | Półfinał | Finał   | Finał   | Źródło |
| Zawodnik | Konkurencja              | Wynik      | Pozycja    | Wynik    | Pozycja  | Wynik       | Pozycja     | Wynik    | Pozycja  | Wynik   | Pozycja | Źródło |
| --- | ------------------------ | ---------- | ---------- | -------- | -------- | ----------- | ----------- | -------- | -------- | ------- | ------- | ------ |
| Sverri Sandberg Nielsen | jedynka (m)              | 6:53,50    | 1 QF       | BYE      | BYE      | 6:49,69     | 2 SA/B      | 6:43,95  | 4 FB     | 6:44,83 | 8.      | [ 23 ] |
| Hedvig Rasmussen Fie Udby Erichsen | dwójka bez sternika (k)  | 7:30,91    | 4 R        | 7:34,77  | 1 SA/B   | BYE         | BYE         | 7:19,11  | 4 FB     | 7:12,01 | 11.     |        |
| Marie Johannesen Julie Poulsen Frida Sanggaard Nielsen Astrid Steensberg                                                                                  | czwórka bez sternika (k) | 6:56,70    | 5          | 6:35,65  | 3 FB     | BYE         | BYE         | BYE      | BYE      | 6:36,43 | 8.      |        |
| Clara Hornæss Sára Johansen Nikoline Laidlaw Karen Mortensen Caroline Munch Nanna Vigild Sofie Vikkelsøe Frida Werner Foldager Sofie Østergaard (sternik) | ósemka (k)               | 6:39,30    | 4 R        | 6:22,21  | 5 NQ     | NQ          | NQ          | NQ       | NQ       | NQ      | 7.      |        |

### Zapasy
| Zawodnik          | Konkurencja               | 1/8 finału             | Ćwierćfinał      | Półfinał               | Repasaż                 | Finał/ Pojedynek o 3. miejsce | Finał/ Pojedynek o 3. miejsce | Źródło |
| Zawodnik          | Konkurencja               | Przeciwnik Wynik       | Przeciwnik Wynik | Przeciwnik Wynik       | Przeciwnik Wynik        | Przeciwnik Wynik              | Pozycja                       | Źródło |
| ----------------- | ------------------------- | ---------------------- | ---------------- | ---------------------- | ----------------------- | ----------------------------- | ----------------------------- | ------ |
| Turpal Bisultanov | -87 kg styl klasyczny (m) | Semen Novikov P 1-5 PO | —                | Lasha Gobadze W 6-0 PO | Dávid Losonczi W 2-1 PO |                               | brąz                          |        |

### Żeglarstwo
Konkurencje eliminacyjne
| Zawodnik  | Konkurencja | Wyścig | Wyścig | Wyścig | Wyścig | Wyścig | Wyścig | Wyścig | Wyścig | Wyścig | Wyścig | Wyścig | Wyścig | Wyścig | Wyścig    | Wyścig    | Wyścig    | Wyścig    | Wyścig    | Wyścig    | Wyścig    | Wyścig | Wyścig | Wyścig  | Wyścig      | Wyścig   | Wyścig | Pozycja | Źródło |
| Zawodnik  | Konkurencja | 1      | 2      | 3      | 4      | 5      | 6      | 7      | 8      | 9      | 10     | 11     | 12     | 13     | 14        | 15        | 16        | 17        | 18        | 19        | 20        | Razem  | Punkty | Pozycja | Ćwierćfinał | Półfinał | Finał  | Pozycja | Źródło |
| --------- | ----------- | ------ | ------ | ------ | ------ | ------ | ------ | ------ | ------ | ------ | ------ | ------ | ------ | ------ | --------- | --------- | --------- | --------- | --------- | --------- | --------- | ------ | ------ | ------- | ----------- | -------- | ------ | ------- | ------ |
| Johan Søe | iQFoil (m)  | 3      | 25     | 4      | 25     | 7      | 8      | 12     | 7      | 25     | 3      | 12     | 21     | 10     | Anulowane | Anulowane | Anulowane | Anulowane | Anulowane | Anulowane | Anulowane | 162    | 112    | 14      | NQ          | NQ       | NQ     | 14.     | [ 24 ] |

Konkurencje z wyścigiem medalowym
| Zawodnik                                        | Konkurencja       | Wyścig | Wyścig | Wyścig | Wyścig | Wyścig | Wyścig | Wyścig | Wyścig | Wyścig | Wyścig | Wyścig | Wyścig | Wyścig    | Punkty | Finałowa pozycja | Źródło |
| Zawodnik                                        | Konkurencja       | 1      | 2      | 3      | 4      | 5      | 6      | 7      | 8      | 9      | 10     | 11     | 12     | Meda lowy | Punkty | Finałowa pozycja | Źródło |
| ----------------------------------------------- | ----------------- | ------ | ------ | ------ | ------ | ------ | ------ | ------ | ------ | ------ | ------ | ------ | ------ | --------- | ------ | ---------------- | ------ |
| Johan Schubert                                  | ILCA 7 (m)        | 29     | 29     | 39     | 37     | 28     | 23     | 44     | 21     | —      | —      | —      | —      | NQ        | 206    | 36.              | [ 25 ] |
| Anne-Marie Rindom                               | ILCA 6 (k)        | 7      | 26     | 7      | 2      | 8      | 4      | 15     | 4      | 4      | —      | —      | —      | 5         | 61     | srebro           | [ 26 ] |
| Nikolaj Buhl Daniel Nyborg                      | 49er (m)          | 11     | 18     | 18     | 10     | 21     | 16     | 6      | 16     | 18     | 17     | 18     | 3      | NQ        | 172    | 18.              |        |
| Andrea Schmidt Johanne Schmidt                  | 49er (k)          | 20     | 20     | 3      | 15     | 6      | 21     | 1      | 12     | 14     | 6      | 12     | 6      | NQ        | 115    | 13               |        |
| Natacha Saouma-Pedersen Mathias Bruun Borreskov | Nacra 17 mieszane | 9      | 5      | 12     | 16     | 10     | 10     | 14     | 15     | 16     | 10     | 8      | 8      | NQ        | 117    | 12.              | [ 27 ] |